# St. Bartholomäus (Blankenburg (Harz))

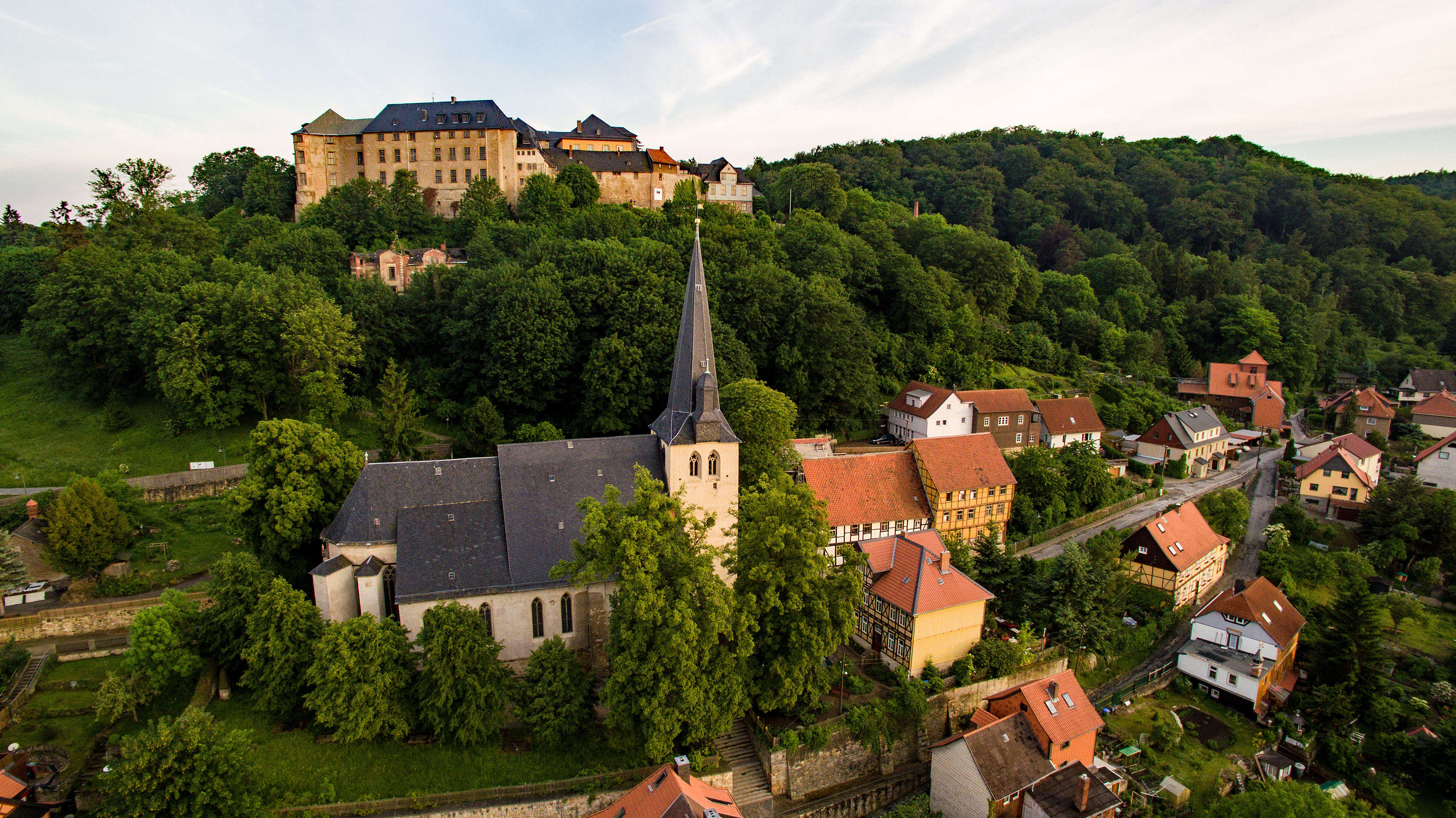
Die St.-Bartholomäus-Kirche und das Blankenburger Schloss

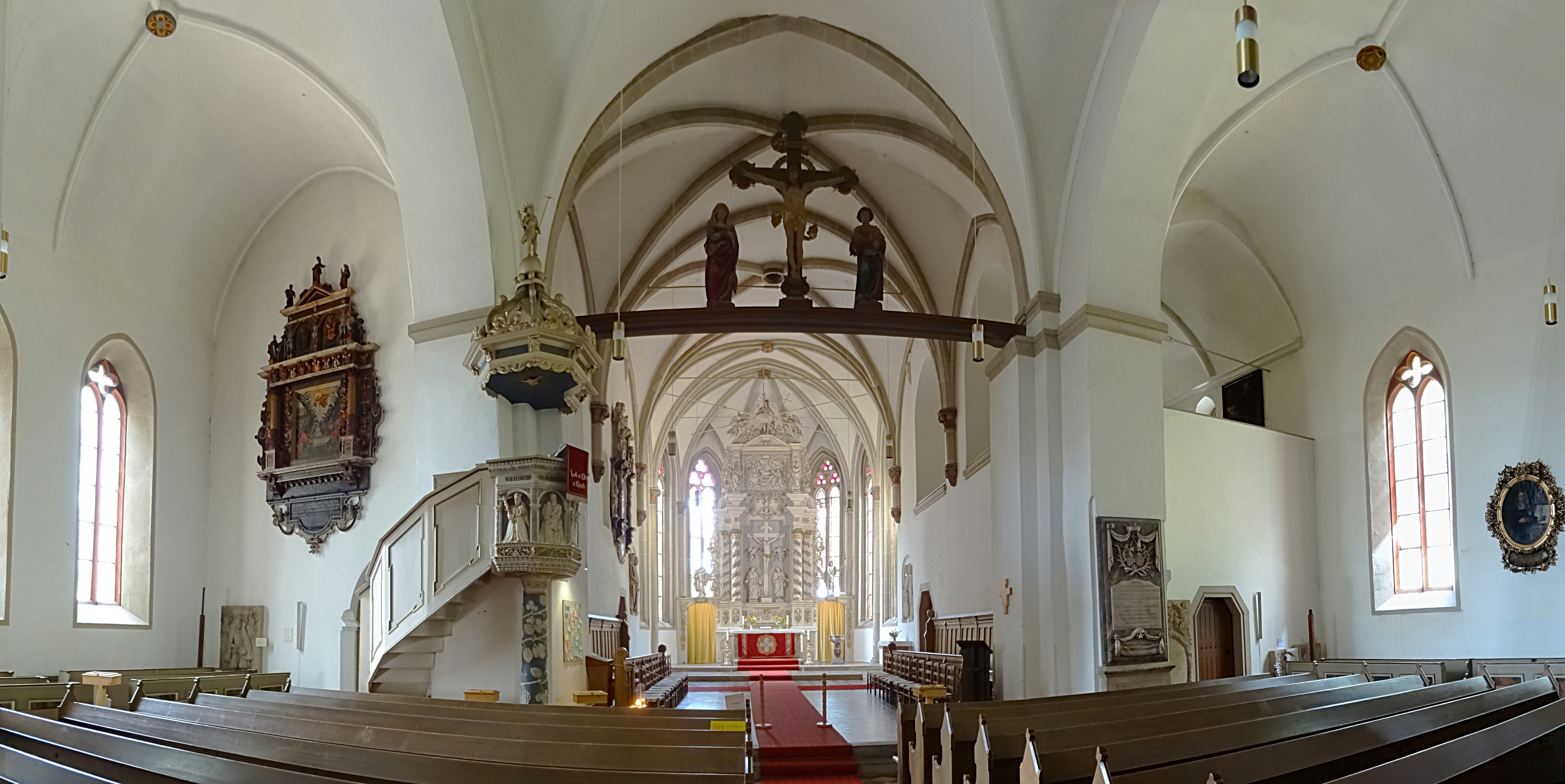
Innenraum-Panorama

Die Bergkirche St. Bartholomäus ist eine evangelisch-lutherische Kirche in Blankenburg (Harz). Sie gehört seit 1992 zur Propstei Bad Harzburg der Evangelisch-lutherischen Landeskirche in Braunschweig und ist eine Station auf dem Harzer Klosterwanderweg.

## Baugeschichte

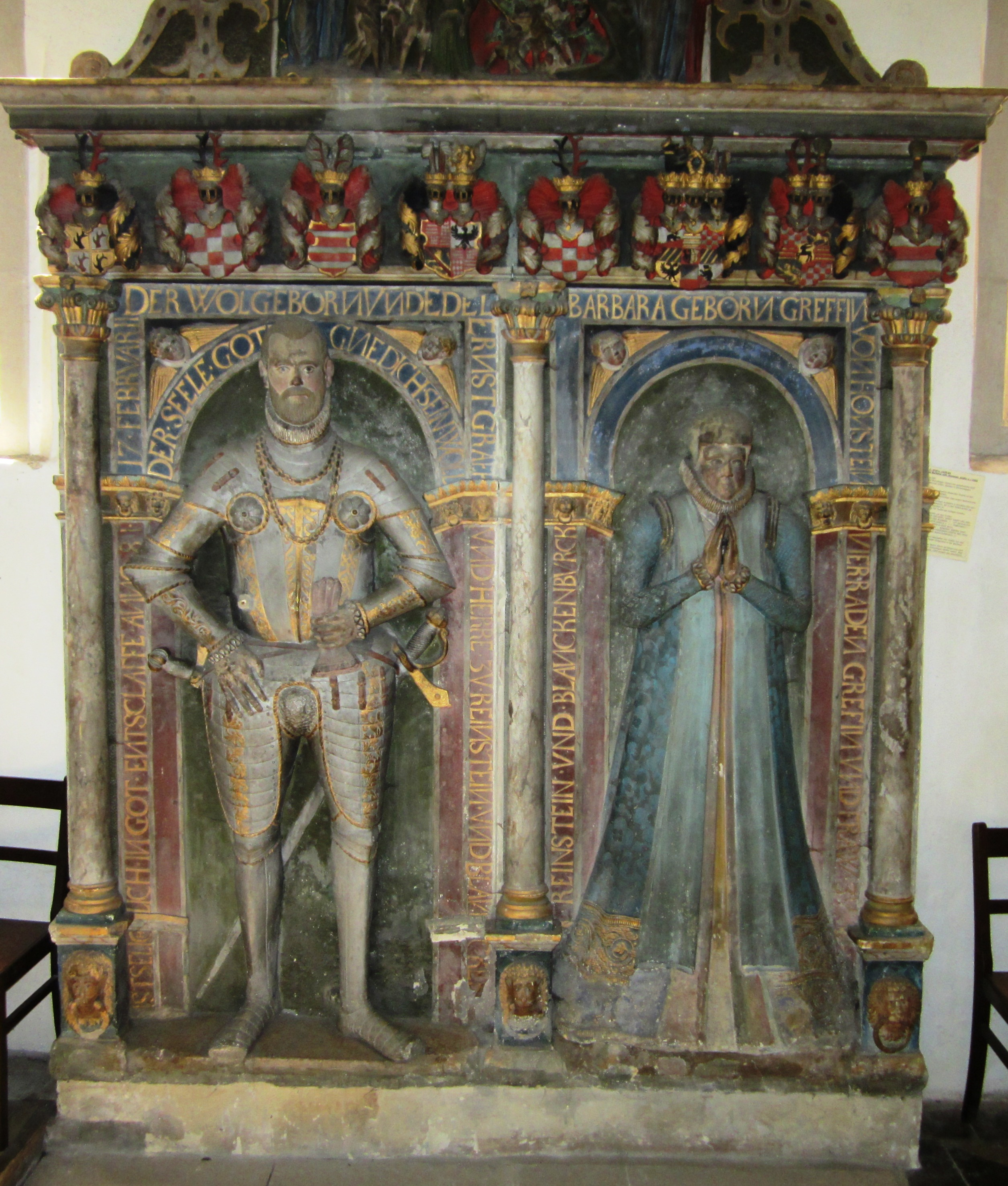
Grabmal des Grafen Ernst von Blankenburg-Regenstein

Der Bau der dreischiffigen romanischen Pfarrkirche wurde 1186/1246 unter Graf Siegfried II. von Blankenburg begonnen. 1203 wird mit Theodericus plebanus de Blankenburg der erste Pfarrer erwähnt.
1252 wurde die Pfarrkirche zur Klosterkirche für ein Doppelkloster (weltliches Chorherrenstift und Zisterzienserinnen) umgebaut. Dabei wurde der Chorraum im Osten im gotischen Stil verlängert, zwei Seitenkapellen in der Flucht der Seitenschiffe und die Nonnenempore über der südlichen Kapelle erbaut. Die Nordseite der Kirche erhielt gotische Fenster. Die Umbauten wurden unter dem Grafen Heinrich II. fertiggestellt. Vermutlich stammen aus dieser Zeit auch die Stifterfiguren im Chorraum, die wahrscheinlich die vier Brüder Heinrich II., Hermann (Bischof von Halberstadt), Siegfried und Burchardt (später Erzbischof von Magdeburg) darstellen.
Nach der Aufhebung des Chorherrenstifts 1305 diente das Nonnenkloster zur Versorgung unverheirateter Töchter der Blankenburger Grafen und ihrer Beamten. Es wurde im Zuge der Reformation 1532 aufgehoben. Damit wurde die St.-Bartholomäus-Kirche wieder zur Pfarrkirche. Bis zum Aussterben der Blankenburg-Regensteiner Grafen war das Gebäude außerdem deren Grablege; davon zeugt auch das renaissancezeitliche Grabmal des Grafen Ernst I. von Regenstein († 1581) und seiner Frau Barbara an der südlichen Innenwand. Nach dem Bau der ursprünglich als Garnisonkirche errichteten Katharinenkirche 1735, die zur Hauptkirche Blankenburgs wurde, verlor St. Bartholomäus an Bedeutung.
1887/91 und 1960/62 wurde die Kirche grundlegend saniert. Eine weitere Innenrenovierung wurde 1990 im Wesentlichen durch Prinz Ernst August von Hannover finanziert.

## Ausstattung

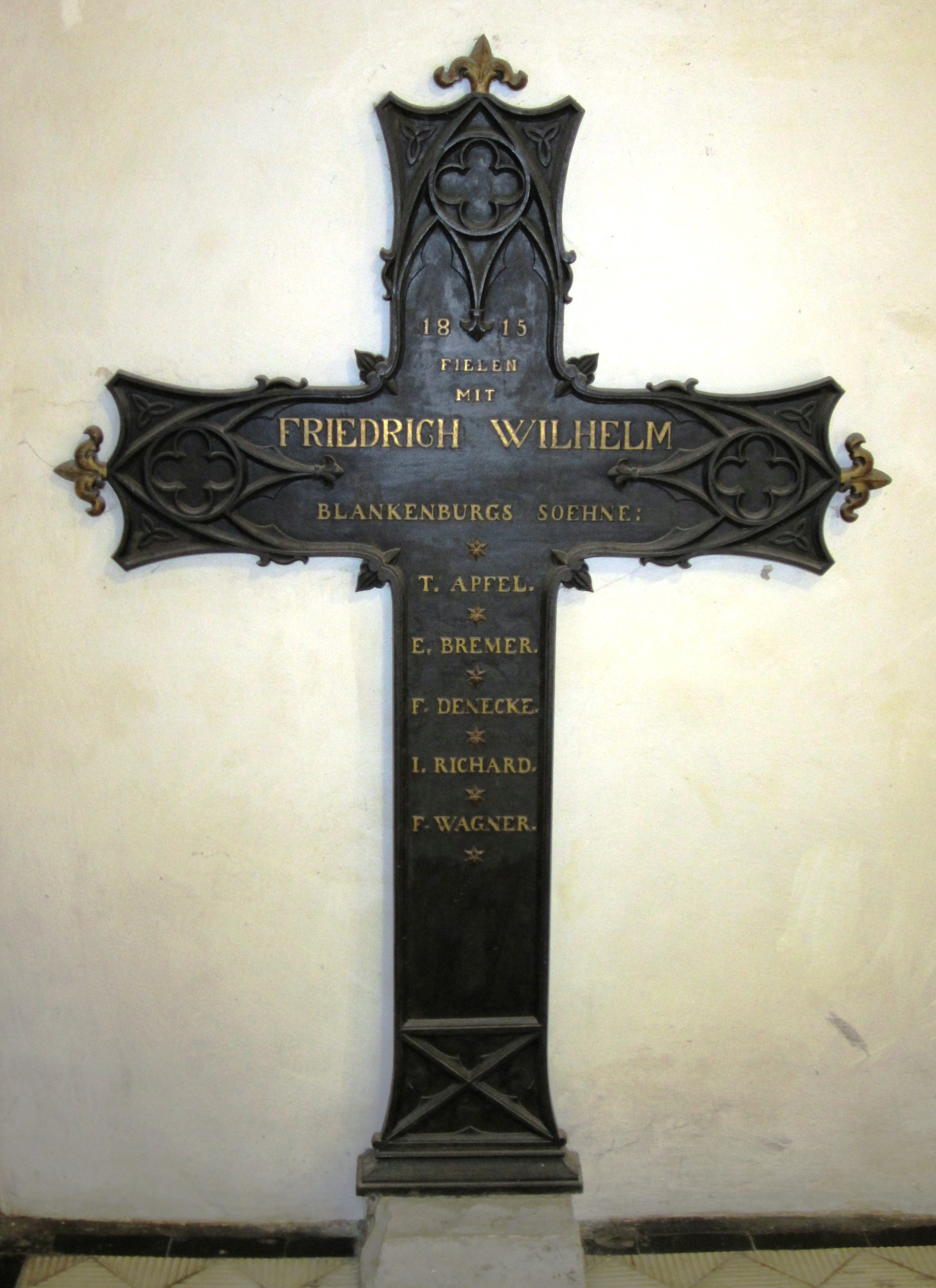
Denkmal für die 1815 gefallenen Blankenburger Bürger

Im Zusammenhang mit dem Umbau zur Klosterkirche erhielt der Chorraum vier Stifterfiguren. Sie zeigen die Grafen, die Bau und Ausstattung des Nonnenklosters finanzierten: an der Nordseite Siegfried II. und Siegfried III., die das Geld zur Gründung des Klosters gaben; an der Südseite Graf Heinrich II. und Bischof Hermann von Halberstadt, die zur Finanzierung der Verlegung nach Blankenburg beitrugen. In der Sakristei befindet sich ein Sakramentshäuschen aus gleicher Zeit.
Die Renaissancekanzel mit der Darstellung der Tugenden Glaube (fides), Liebe (caritas), Hoffnung (spes) und Gerechtigkeit (iustitia) wurde 1582 von dem Superintendenten Leonhard Schweiger gestiftet. Die barocke Altarwand im Chor ist eine Stiftung des Herzogs Anton Ulrich von Braunschweig aus dem Jahr 1712. Der Taufstein wurde 1744 aus Rübeländer Marmor geschaffen.
Für den 1815 gefallenen Herzog Friedrich Wilhelm, der als „Schwarzer Herzog“ große Bekanntheit erlangte, und für die Gefallenen Einwohner der Stadt Blankenburg wurde ein kreuzförmiges Denkmal im westlichen Eingangsbereich der Kirche angebracht.
Die Sakristei erhielt 1964 ein Buntglasfenster mit Motiv nach Psalm 124.

## Orgel

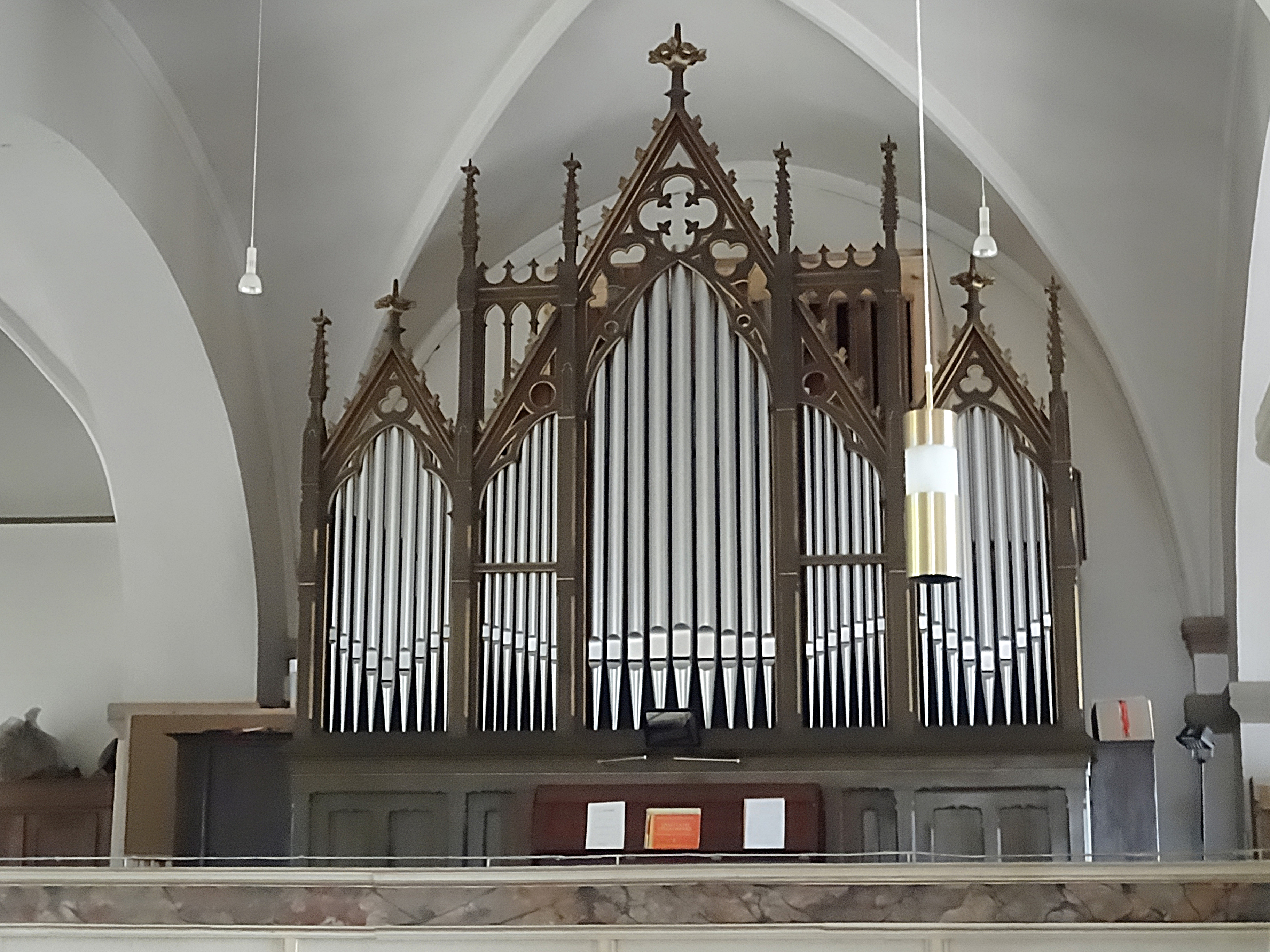
Orgel

1676 wurde eine bereits vorhandene kleine Orgel erweitert. Die Orgel wurde im Laufe der Zeit mehrfach überholt und modifiziert. 1838/39 erbaute Wilhelm Boden (Halberstadt) eine neue Orgel im Stil der Romantik. Das Pfeifenmaterial der barocken Vorgängerorgel wurde teilweise wieder verwendet. Der heutige Orgelprospekt stammt von einer Renovierung im Jahr 1866. Ein weiterer umfassender barockisierender Umbau wurde 1931 nach den Grundsätzen der Orgelbewegung durch die Hannoveraner Orgelbauanstalt Furtwängler & Hammer vorgenommen. 2009/10 wurde das Instrument von Jost Truthman aus Frankfurt (Oder) grundlegend saniert.
| I Hauptwerk C–a3 |                |         |
| 1.               | Bordun         | 16′     |
| 2.               | Prinzipal      | 08′     |
| 3.               | Dulzianflöte 0 | 08′     |
| 4.               | Holzflöte      | 08′     |
| 5.               | Oktave         | 04′     |
| 6.               | Gemshorn       | 04′     |
| 7.               | Quinte         | 02 ⁄3′  |
| 8.               | Oktave         | 02′     |
| 9.               | Terz           | 01 3⁄5′ |
| 10.              | Mixtur IV      |         |
| 11.              | Trompete       | 08′     |

| II Oberwerk C–a3 |              |        |
| 12.              | Rohrflöte    | 08′    |
| 13.              | Salizional   | 04′    |
| 14.              | Prinzipal    | 04′    |
| 15.              | Gedacktflöte | 04′    |
| 16.              | Flautino     | 02′    |
| 17.              | Nasard       | 02 ⁄3′ |
| 18.              | Blockflöte   | 01′    |
| 19.              | Mixtur III   |        |
| 20.              | Krummhorn    | 08′    |
|                  | Tremulant    |        |

| III Schwellwerk C–a3 |                 |     |
| 21.                  | Geigenprinzipal | 08′ |
| 22.                  | Viola           | 08′ |
| 23.                  | Voix celeste    | 08′ |
| 24.                  | Konzertflöte    | 08′ |
| 25.                  | Spitzflöte      | 04′ |
| 26.                  | Piccolo         | 02′ |
| 27.                  | Oboe            | 08′ |

| Pedal C–f1 |             |     |
| 28.        | Violon      | 16′ |
| 29.        | Subbass     | 16′ |
| 30.        | Prinzipal   | 08′ |
| 31.        | Bassflöte 0 | 08′ |
| 32.        | Oktave      | 04′ |
| 33.        | Posaune     | 16′ |

- Koppeln: II/I, III/I (auch als Suboktavkoppel), III/II, III/III (Superoktavkoppel), I/P, II/P, III/P

## Geläut
Von den vier 1858 angeschafften Bronzeglocken wurden drei im Ersten Weltkrieg für Kriegszwecke eingeschmolzen und 1922 durch drei Gussstahlglocken ersetzt. 2004 erhielt die Kirche ein neues, teilweise in Lauchhammer gegossenes Geläut von drei Glocken.
Die Glocken mit den Schlagtönen d′ und f′ wurden aus dem alten Geläut übernommen. Eine in der NS-Zeit 1936 gegossene Glocke aus Michaelstein mit dem Ton a′ wurde nach langer Diskussion und Anbringung einer Mahntafel wieder aufgehängt. Die große Glocke heißt St. Bartholomäus, die mittlere St. Katharina und die kleine St. Michael. Sie sollen an den Zusammenschluss der früher eigenständigen Kirchengemeinden zu einer Ev.-luth. Kirchengemeinde Blankenburg erinnern.

## Pfarrer
| - 1560–1597: Leonhard Schweiger - 1599–1614: Georg Förster - 1614–1625: Otto Linde - 1625–1637: Joachim Heidmann - 1637–1672: Johannes Herweg - 1672–1722: Nicolaus Sauerwaldt - 1722–1732: Christoph Lieberkühn - 1732–1764: Johann Georg Hagemann - 1764–1778: Ludwig Rudolf Schiller - 1779–1801: Heinrich Gottlieb Nyssenius - 1801–1803: Johann Heinrich August Schulze - 1804–1815: Johann Heinrich Wilhelm Ziegenbein - 1815–1822: Dietrich Joachim Theodor Cunze - 1824–1842: Gottlieb Heinrich Friedrich Leopold - 1843–1867: Carl Lentz - 1868–1872: Carl Kelbe | - 1873–1885: Heinrich August Ludwig Rose - 1886–1890: Günter Schönermarck - 1891–1896: Friedrich Broistedt - 1897–1915: Eugen Schlüter - 1916–1934: Ottmar Palmer - 1934–1938: Friedrich Nümann - 1938–1947: Adolf Kellner - 1947–1969: Konrad Minkner sen. - 1969–1999: Konrad Minkner jun. Vereinigung zur Gemeindepfarre Blankenburg (Harz) - 2002–2006: Ulrich Kurzbach - 2006–2008: Vertretung durch Oliver Meißner - 2008–2015: Sabine Beyer - 2016– : Eckehart Winde |